# Episodi di The Lieutenant
La prima e unica stagione della serie televisiva The Lieutenant è andata in onda negli Stati Uniti dal 14 settembre 1963 al 18 aprile 1964 sulla NBC.
| nº | Titolo originale            | Prima TV USA      |
| -- | --------------------------- | ----------------- |
| 1  | A Million Miles from Clary  | 14 settembre 1963 |
| 2  | Cool of the Evening         | 21 settembre 1963 |
| 3  | The Proud and the Angry     | 28 settembre 1963 |
| 4  | Two-Star Giant              | 5 ottobre 1963    |
| 5  | A Very Private Affair       | 12 ottobre 1963   |
| 6  | To Take Up Serpents         | 19 ottobre 1963   |
| 7  | A Touching of Hands         | 26 ottobre 1963   |
| 8  | Captain Thomson             | 2 novembre 1963   |
| 9  | Instant Wedding             | 9 novembre 1963   |
| 10 | A Troubled Image            | 16 novembre 1963  |
| 11 | Fall from a White Horse     | 30 novembre 1963  |
| 12 | Alert                       | 14 dicembre 1963  |
| 13 | The Art of Discipline       | 21 dicembre 1963  |
| 14 | The Alien                   | 28 dicembre 1963  |
| 15 | O'Rourke                    | 4 gennaio 1964    |
| 16 | Gone the Sun                | 18 gennaio 1964   |
| 17 | Between Music and Laughter  | 25 gennaio 1964   |
| 18 | Interlude                   | 1º febbraio 1964  |
| 19 | Capp's Lady                 | 8 febbraio 1964   |
| 20 | Green Water, Green Flag     | 15 febbraio 1964  |
| 21 | To Set It Right             | 22 febbraio 1964  |
| 22 | In the Highest Tradition    | 29 febbraio 1964  |
| 23 | Tour of Duty                | 7 marzo 1964      |
| 24 | Lament for a Dead Goldbrick | 14 marzo 1964     |
| 25 | Man with an Edge            | 21 marzo 1964     |
| 26 | Operation: Actress          | 28 marzo 1964     |
| 27 | Mother Enemy                | 4 aprile 1964     |
| 28 | The War Called Peace        | 11 aprile 1964    |
| 29 | To Kill a Man               | 18 aprile 1964    |

## A Million Miles from Clary
- Titolo originale: A Million Miles from Clary
- Diretto da: Don Medford
- Scritto da: Ed Waters

### Trama
- Guest star: Frank Gardner (soldato Mathews), Jack McCall (tenente), Morris Chapnick (portaferiti), John Doucette (sergente Clintock), Bill Bixby (Stew Sallaway), Mario Roccuzzo (soldato Barducci), Carmen Phillips (Lily), John Milford (caporale Kagey), Russell Thorson (Sallaway)

## Cool of the Evening
- Titolo originale: Cool of the Evening
- Diretto da: Robert Gist
- Scritto da: Sheldon Stark

### Trama
- Guest star: Jack Albertson (procuratore distrettuale), Woodrow Merritt (Lefferts), Michael Strong (Peter Clay), Norman Fell (Jerry Belman), Paul Mantee (ufficiale Mackey), Kathryn Hays (Carol Wayden)

## The Proud and the Angry
- Titolo originale: The Proud and the Angry
- Diretto da: Andrew V. McLaglen
- Scritto da: Jerome B. Thomas

### Trama
- Guest star: Barnaby Hale (capitano Earl Cook), Hap Holmwood (sergente Peter Franklin), Bob Davis (Farley Crosse), Gilbert Green (tenente Col. McAdams), Christopher Connelly (soldato Russell), Richard Rust (soldato Steven Grace), Greg Morris (sergente Percy Linden), Terry Kovack (tenente Wesley Stauffer), Miranda Jones (Nancy Kasten), Rip Torn (sergente Karl Kasten)

## Two-Star Giant
- Titolo originale: Two-Star Giant
- Diretto da: Richard Donner
- Scritto da: Beirne Lay, Jr.

### Trama
- Guest star: Sheila Rogers (Mrs. Stone), Don Penny (tenente Stanley Harris), Neville Brand (Brigadier General Ira Stone), Linda Evans (Nan Hiland), Joan Tompkins (Mrs. Wade), Harold Gould (tenente Col. Wade), Yale Summers (tenente Barry Everest), Richard Anderson (colonnello Clinton Hiland)

## A Very Private Affair
- Titolo originale: A Very Private Affair
- Diretto da: Buzz Kulik
- Scritto da: Gene Roddenberry

### Trama
- Guest star: Susan Silo (Marie Eckles), Laura Devon (Lane Bishop), Jan Stine (soldato John Eckles), Stuart Margolin (caporale Merle Perveau), Robert Elston (tenente Hackettditser), Steve Franken (tenente Panosian), James Gregory (sergente Horace Capp)

## To Take Up Serpents
- Titolo originale: To Take Up Serpents
- Diretto da: Andrew V. McLaglen
- Scritto da: Jay Simms

### Trama
- Guest star: William O'Connell (Ltjg. Wade), Michael M. Ryan (tenente Cmdr. Johnson), Tom Simcox (capitano Brett Parker), Anna Lisa (manager), John Alderman (tenente Edward Fiske)

## A Touching of Hands
- Titolo originale: A Touching of Hands
- Diretto da: Don Medford
- Scritto da: Sy Salkowitz

### Trama
- Guest star: Barbara Babcock (Doris), Maureen Dawson (Paula), Ina Balin (Jan Everest), Yale Summers (tenente Barry Everest), David White (Amory), June Vincent (Martha), Harold Gould (tenente Col. Wade), Barbara Bain (Cissie Van Osten)

## Captain Thomson
- Titolo originale: Captain Thomson
- Diretto da: Leon Benson
- Scritto da: Sheldon Stark e Gene McCarthy

### Trama
- Guest star: Kenneth Tobey (sergente Baker), Jay Sheffield (tenente Blaney), Lisabeth Hush (Mrs. Thomson), Paul Burke (capitano Thomson)

## Instant Wedding
- Titolo originale: Instant Wedding
- Diretto da: David Alexander
- Scritto da: Ellis Marcus

### Trama
- Guest star: Marlyn Mason (Carol), Eve McVeagh (Marge), Rich Jeffries (tenente Tait), Bobo Lewis (Vera), David Morick (Blake), Martin West (Kelso), Jeremy Slate (Scotty), Madge Blake (Millie)

## A Troubled Image
- Titolo originale: A Troubled Image
- Diretto da: Don Medford
- Scritto da: Herman Groves

### Trama
- Guest star: Steve Bell (tenente April), Jo Helton (Sorella Lucita), Edward Asner (Walter Perry), Jerry Hausner (Ken Murchison), Richard Mosier (ragazzo), Pilar Seurat (tenente Manishan Joraka)

## Fall from a White Horse
- Titolo originale: Fall from a White Horse
- Diretto da: John Brahm
- Scritto da: George Eckstein

### Trama
- Guest star: Katharine Ross (Elizabeth), Penny Santon (Mrs. Garson), Rich Jeffries (tenente Tait), Andrew Prine (Pete), Dorothy Neumann (Mrs. Lanyard), Karl Swenson (Marley), James T. Callahan (Mickey)

## Alert
- Titolo originale: Alert
- Diretto da: Don Taylor
- Scritto da: Lee Erwin

### Trama
- Guest star: Steven Marlo (sergente Warren Perry), Sharon Farrell (Pam Canford), Charles McGraw (sergente Ernie Tragg), Ted Bessell (Jim Douglas)

## The Art of Discipline
- Titolo originale: The Art of Discipline
- Diretto da: Robert Butler
- Scritto da: Archie L. Tegland

### Trama
- Guest star: Anne Helm (Laurice), Jim Henaghan (Kagel), John Considine (Arnold), Biff Elliot (Borgman), Alan Reed, Jr. (Miller), Marc Cavell (Lavoni)

## The Alien
- Titolo originale: The Alien
- Diretto da: Michael O'Herlihy
- Scritto da: George Eckstein

### Trama
- Guest star: Frank Maxwell (sergente Heylek), Natalie Masters (Mrs. Heylek), Carmen Phillips (Lily), Madlyn Rhue (Jackie Madian), John Hart (capitano Quincy), Henry Beckman (maggiore Barker), Larry Thor (detective Harmon), Rita Lynn (Bernice Adler), Danny Nagai (Li Soong)

## O'Rourke
- Titolo originale: O'Rourke
- Diretto da: E. W. Swackhamer
- Scritto da: Jay Simms

### Trama
- Guest star: Wayne Heffley (sergente Brill), K. L. Smith (sergente Arpel), Maurine Dawson (Sheila), Bobby Diamond (soldato James), Jay Stine (caporale Ganz), Eddie Albert (Cameron O'Rourke)

## Gone the Sun
- Titolo originale: Gone the Sun
- Diretto da: James Goldstone
- Scritto da: Robert Dozier

### Trama
- Guest star: Sherry Jackson (Maggie Shea), Joan Tompkins (Elsie Hammond), John Beal (Ben Rice), John Anderson (Joe Hammond)

## Between Music and Laughter
- Titolo originale: Between Music and Laughter
- Diretto da: Vincent McEveety
- Scritto da: Sy Salkowitz

### Trama
- Guest star: Sandra P. Grant (Margo), John Harding (LCDR Charles Harnel), Henry Beckman (maggiore Barker), Chris Noel (Ginny), Ellen Miller (Mrs. Harnel), Michael Stefani (capitano Perry), Pat Crowley (Susan Rambridge)

## Interlude
- Titolo originale: Interlude
- Diretto da: Richard Donner
- Scritto da: Paul Schneider e Margaret Schneider

### Trama
- Guest star: Arch Johnson (Cdr. Harry Engstrom), Peter Hansen (dottor Sidney Oliver), Conrad Nagel (ammiraglio Havener), Joanna Moore (Julie Havener)

## Capp's Lady
- Titolo originale: Capp's Lady
- Diretto da: David Alexander
- Scritto da: Robert J. Shaw

### Trama
- Guest star: Frank Gardner (soldato Zed Miller), Nita Talbot (Marie Newton), J. Lewis Smith (detective Dan Parkson), John Newton (sergente Johnny Hitchman), James Gregory (sergente Horace Capp)

## Green Water, Green Flag
- Titolo originale: Green Water, Green Flag
- Diretto da: Leon Benson
- Scritto da: Sy Salkowitz

### Trama
- Guest star: Nancy Rennick (Ltjg. Leslie Colton), Jan Merlin (tenente Joe Worth), Lew Gallo (maggiore Atkins), Bill Cort (tenente Duncan Martin)

## To Set It Right
- Titolo originale: To Set It Right
- Diretto da: Vincent McEveety
- Scritto da: Lee Erwin

### Trama
- Guest star: Dennis Hopper (Peter Devlin), Don Marshall (Ernest Cameron), John Milford (sergente Kagey), Nichelle Nichols (Norma Bartlett), Preston Pierce (Vronsky), Woody Strode (sergente Logan Holt)

## In the Highest Tradition
- Titolo originale: In the Highest Tradition
- Diretto da: Marc Daniels
- Scritto da: Blanche Hanalis

### Trama
- Guest star: Majel Barrett (Ruth Donaldson), Russ Conway (colonnello Curtis Morley), Andrew Duggan (Peter Bonney), Martine Bartlett (Stella Bromley), Bob Davis (sergente Arons), Leonard Nimoy (Gregg Sanders)

## Tour of Duty
- Titolo originale: Tour of Duty
- Diretto da: Andrew V. McLaglen
- Scritto da: Art Wallace

### Trama
- Guest star: Bobby "Boris" Pickett (Alvin C. Hopgood), Marian Collier (Claire Morton), Louis Nye (LCDR Kevin Green), Kelly Thordsen (CPO Burton Reynolds), John Rodgers (Irving Marshall), Ted Knight (Yeoman Hollander), Carey Foster (Jan), Edward Faulkner (tenente Shelby Logan), Ricardo Montalbán (Pfc. John Reading)

## Lament for a Dead Goldbrick
- Titolo originale: Lament for a Dead Goldbrick
- Diretto da: Robert Butler
- Scritto da: Sy Salkowitz

### Trama
- Guest star: John Zaremba (Hartley), Holly McIntire (Connie), Ed Long, Joseph Campanella (Clark), Robert Duvall

## Man with an Edge
- Titolo originale: Man with an Edge
- Diretto da: Vincent McEveety
- Scritto da: Beirne Lay, Jr.

### Trama
- Guest star: Sandra P. Grant (Helen), Kevin Hagen (Farrell), Chad Everett (tenente Kingsley Kane), Carey Foster (Jan), Joan O'Brien (Ruth), Paul Newlan (Kingsley), Jim Drum (Tate)

## Operation: Actress
- Titolo originale: Operation: Actress
- Diretto da: Leonard Horn
- Scritto da: Robert J. Shaw

### Trama
- Guest star: Oliver McGowan (Norman), Dallas Mitchell (Haines), Leora Dana (Edith Kaine), Robert Karnes (Vilardi), John Rayner (Beecher), Susan Oakes (Karen), Leslie Parrish (Toni Kaine)

## Mother Enemy
- Titolo originale: Mother Enemy
- Diretto da: Vincent McEveety
- Scritto da: Robert J. Shaw

### Trama
- Guest star: Walter Koenig (sergente John Delwyn), Paul Lambert (Gorman), Paul Comi (Kasten), Christopher Connelly (Cianciola), Neva Patterson (Vera), Jennifer Billingsley (Ginny)

## The War Called Peace
- Titolo originale: The War Called Peace
- Diretto da: Andrew V. McLaglen
- Scritto da: Anthony Wilson

### Trama
- Guest star: Tom Drake (Curtis), Ed Long (Hoving), Denver Pyle (maggiore Matthew Morrissey), Donna J. Anderson (Laura Ann Morrissey), John Marley (Bardel), Lloyd Bochner (dottor Alex Denning)

## To Kill a Man
- Titolo originale: To Kill a Man
- Diretto da: Vincent McEveety
- Scritto da: Gene Roddenberry

### Trama
- Guest star: James Shigeta (capitano Myang Dee), Richard Evans (co-pilota), George Shibata (Major), Jerry Fujikawa (caporale)